# Пери (окръг, Охайо)
Вижте пояснителната страница за други значения на Пери.
Окръг Пери (на английски: Perry County) е окръг в щата Охайо, Съединени американски щати. Площта му е 1070 km², а населението - 34 078 души (2000). Административен център е село Ню Лексингтън.